# Contre-la-montre masculin aux championnats du monde de cyclisme sur route 2012
Navigation
2011 2013
Le contre-la-montre masculin aux championnats du monde de cyclisme sur route 2012 a lieu le 19 septembre 2012 dans la province de Limbourg aux Pays-Bas.

## Participation
Comme c'est le cas pour les autres épreuves contre la montre, chaque fédération nationale peut engager deux coureurs partants. Le champion du monde, le champion olympique et les champions continentaux sortants du contre-la-montre peuvent être engagés en supplément de ce quota.
Plusieurs spécialistes du contre-la-montre ne participent pas à ce championnat. Le quadruple champion du monde Fabian Cancellara a renoncé à prendre part aux championnats du monde pour subir une intervention chirurgicale afin d'ôter une vis sur sa clavicule blessée plus tôt dans l'année. Bradley Wiggins, récent champion olympique de la discipline et vainqueur du Tour de France, dit ne pas pouvoir consacrer suffisamment de temps à l'entraînement que requiert une victoire sur cette épreuve. Il ne dispute lors de ces championnats que la course en ligne.

## Parcours
Le parcours est long de 45,7 kilomètres. Le départ est situé à Heerlen et l'arrivée à Fauquemont. Le parcours comprend trois côtes : la montée de Huls (nl) (Sint-Remigiusstraat) (1 000 mètres à 7,7 %) à Simpelveld dans la première moitié du parcours, et dans les dix derniers kilomètres le Bundersberg (nl) (800 mètres à 5,4 %) et le Cauberg (1 200 mètres à 4,1 %).

## Classement
|                           | Coureur                     | Pays             |    | Temps          |
| ------------------------- | --------------------------- | ---------------- | -- | -------------- |
| Médaille d'or, monde      | Tony Martin                 | Allemagne        | en | 58 min 38 s 76 |
| Médaille d'argent, monde  | Taylor Phinney              | États-Unis       | +  | 5 s 37         |
| Médaille de bronze, monde | Vasil Kiryienka             | Biélorussie      |    | 1 min 44 s 99  |
| 4                         | Tejay van Garderen          | États-Unis       |    | 1 min 49 s 37  |
| 5                         | Fredrik Kessiakoff          | Suède            |    | 1 min 50 s 56  |
| 6                         | Dmitriy Gruzdev             | Kazakhstan       |    | 1 min 56 s 44  |
| 7                         | Jan Bárta                   | Tchéquie         |    | 2 min 12 s 49  |
| 8                         | Alex Dowsett                | Royaume-Uni      |    | 2 min 26 s 06  |
| 9                         | Alberto Contador            | Espagne          |    | 2 min 30 s 00  |
| 10                        | Adriano Malori              | Italie           |    | 2 min 40 s 54  |
| 11                        | Andriy Grivko               | Ukraine          |    | 2 min 43 s 69  |
| 12                        | Svein Tuft                  | Canada           |    | 2 min 56 s 24  |
| 13                        | Tanel Kangert               | Estonie          |    | 2 min 57 s 13  |
| 14                        | Riccardo Zoidl              | Autriche         |    | 2 min 57 s 27  |
| 15                        | Sylvain Chavanel            | France           |    | 2 min 58 s 15  |
| 16                        | Cameron Meyer               | Australie        |    | 2 min 59 s 65  |
| 17                        | Kristjan Koren              | Slovénie         |    | 3 min 05 s 29  |
| 18                        | Jérémy Roy                  | France           |    | 3 min 08 s 16  |
| 19                        | Gustav Larsson              | Suède            |    | 3 min 11 s 99  |
| 20                        | Thomas De Gendt             | Belgique         |    | 3 min 15 s 29  |
| 21                        | Luke Durbridge              | Australie        |    | 3 min 17 s 88  |
| 22                        | Jonathan Castroviejo        | Espagne          |    | 3 min 23 s 38  |
| 23                        | Jesse Sergent               | Nouvelle-Zélande |    | 3 min 25 s 89  |
| 24                        | Kristof Vandewalle          | Belgique         |    | 3 min 35 s 66  |
| 25                        | Wilco Kelderman             | Pays-Bas         |    | 3 min 39 s 35  |
| 26                        | Maciej Bodnar               | Pologne          |    | 3 min 46 s 06  |
| 27                        | Patrick Gretsch             | Allemagne        |    | 3 min 48 s 78  |
| 28                        | Ioánnis Tamourídis          | Grèce            |    | 3 min 52 s 35  |
| 29                        | Sergey Firsanov             | Russie           |    | 3 min 56 s 58  |
| 30                        | Matej Jurčo                 | Slovaquie        |    | 3 min 56 s 96  |
| 31                        | Sam Bewley                  | Nouvelle-Zélande |    | 3 min 59 s 21  |
| 32                        | Carlos Oyarzún              | Chili            |    | 4 min 03 s 43  |
| 33                        | Ramūnas Navardauskas        | Lituanie         |    | 4 min 05 s 98  |
| 34                        | Peter Velits                | Slovaquie        |    | 4 min 07 s 06  |
| 35                        | Rein Taaramäe               | Estonie          |    | 4 min 09 s 84  |
| 36                        | Bert Grabsch                | Allemagne        |    | 4 min 16 s 85  |
| 37                        | Jakob Fuglsang              | Danemark         |    | 4 min 18 s 37  |
| 38                        | Lieuwe Westra               | Pays-Bas         |    | 4 min 18 s 79  |
| 39                        | Jay Robert Thomson          | Afrique du Sud   |    | 4 min 19 s 25  |
| 40                        | Janez Brajkovič             | Slovénie         |    | 4 min 19 s 82  |
| 41                        | Reinardt Janse van Rensburg | Afrique du Sud   |    | 4 min 25 s 93  |
| 42                        | Aleksandr Dyachenko         | Kazakhstan       |    | 4 min 32 s 23  |
| 43                        | Gatis Smukulis              | Lettonie         |    | 4 min 35 s 63  |
| 44                        | Ignatas Konovalovas         | Lituanie         |    | 4 min 54 s 59  |
| 45                        | Mykhailo Kononenko          | Ukraine          |    | 5 min 09 s 20  |
| 46                        | Michael Hutchinson          | Irlande          |    | 5 min 22 s 86  |
| 47                        | Vladimir Gusev              | Russie           |    | 5 min 34 s 37  |
| 48                        | Eugen Wacker                | Kirghizistan     |    | 5 min 43 s 45  |
| 49                        | José Ragonessi              | Équateur         |    | 6 min 16 s 66  |
| 50                        | Aleksejs Saramotins         | Lettonie         |    | 6 min 19 s 04  |
| 51                        | Segundo Navarrete           | Équateur         |    | 7 min 58 s 00  |
| 52                        | Elchin Asadov               | Azerbaïdjan      |    | 9 min 12 s 93  |
| 53                        | Andrei Krasilnikau          | Biélorussie      |    | 9 min 17 s 91  |
| 54                        | David Albós                 | Andorre          |    | 9 min 18 s 85  |
| 55                        | Kang Ji-Yung                | Corée du Sud     |    | 9 min 19 s 66  |
| 56                        | Gabor Lengyel               | Hongrie          |    | 13 min 49 s 29 |
| –                         | Reidar Borgersen            | Norvège          |    | Abandon        |
| –                         | Marco Pinotti               | Italie           |    | Abandon        |